# Den talangfulla draken

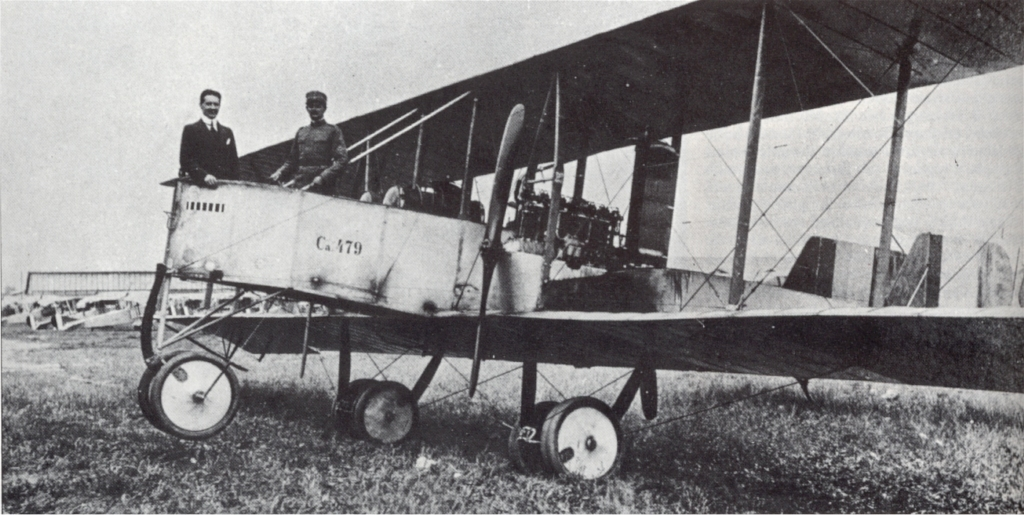
Det italienska flygplanet Caproni Ca.32 (300hp-Ca.2) från 1915 var ett plan, vilket kunde användas som bombflygplan.

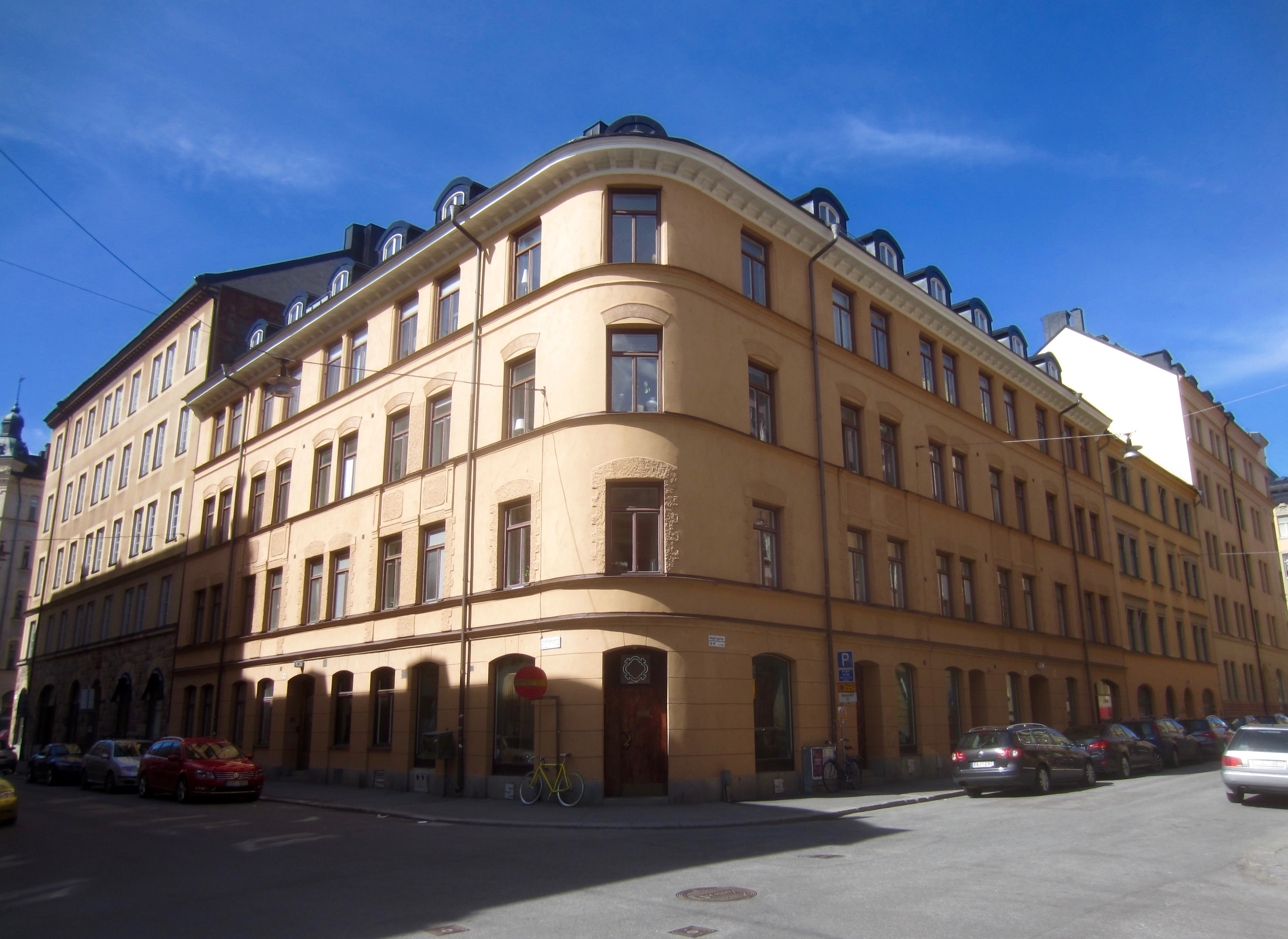
Hjalmar Söderberg bodde på Tyskbagargatan 9, 3 trappor, med sina barn från 1907 och fram till 1919 då han både formellt och permanent flyttade till Köpenhamn. Under denna tidsperiod skrev han bland annat Den talangfulla draken.

Den talangfulla draken är den fjärde novellsamlingen av Hjalmar Söderberg publicerad år 1913. Samlingen, som innehåller bland andra novellen Egyptens präster, visar på Söderbergs begynnande religionsfilosofiska intresse. Bokens titel syftar på de italienska bombflygplan, som användes för första gången under kolonialkriget i Libyien.

## Beskrivning
Samlingen har en delvis annan karaktär än de första tre, då den samlar ett antal noveller med historiska, närmast sagoartade motiv och fick sitt namn efter en erotisk skämtsaga. Titelnovellen återger den indiska sagan om Hannes Elsaffan, som för att vinna hjärtat hos sin älskade prinsessa, utger sig för att vara en krigsgud, vilket får ödesdigra konsekvenser.
I denna brokiga novellsamling – som Söderberg själv såg som en av sina svagare – ingår även reseskildringar från Tyskland, inlägg i samtidens försvarsdebatt och litterära kåserier. Göran Hägg anser, att novellsamlingen är Söderbergs bästa vid sidan av Historietter. Den innehåller små ironiska noveller i sagoton, korta tidsbilder och det året innan spelade minidramat Aftonstjärnan, en på en gång kvick och gripande berättelse om kvinnans maktlöshet.
I sin analys av novellsamlingen 2013 framhåller Miranda Landen, att det är flera faktorer, som talar för att samlingen är mer välkomponerad än vad man tidigare ansett.

## Innehåll
Samlingen innehåller följande 13 noveller:
- Den talangfulla draken (dec 1913), skriven för samlingen.
- En grå väst eller Rättvisan i München (jan 1911), i Strix.
- Hvem är jag? (okt 1913), i Hvar 8 Dag.
- Svipdagarna (jan 1911), i Söndags-Nisse.
- Filosofen från Kyrene (juni 1913), i Söndags-Nisse.
- Kung Cherebert (feb 1913), i Strix.
- Barnföreställning, En barnföreställning (april 1904), i Svenska Dagbladet.
- Half rakning (julen 1904), i Söndags-Nisse.
- En sommarsaga (juni 1897), i Svenska Dagbladet.
- Generalkonsulns F-båtsmiddag, F-båtsmiddag hos generalkonsuln (mars 1912), i Dagens Nyheter.
- Kristian och Fredrik, Vid ett tebord (dec 1908), i Dagens Nyheter.
- Aftonstjärnan (mars 1912), i Thalia.
- Egyptens präster (dec 1913), skriven för samlingen.